# Коаліція дронів
Коаліція дронів — організація країн, які беруть участь у виробництві та передачі Україні дронів в рамках постачання зброї та обладнання в Україну під час російського вторгнення для відбиття російської агресії з 2024 року.

## Історія
Ініціатором створення Коаліції стала Латвія, про ініціативу було оголошено під час зустрічі її Міністра оборони Андріса Спрудса з Міністром оборони України Рустемом Умєровим у грудні 2023 року. Про саме формування коаліції МО України оголосило 17 січня 2024 року.
17 лютого 2024 року було сформовано коаліцію з 8 країн, в березні до коаліції доєднались Канада та Австралія, збільшивши її до 10 учасників. Загалом в планах залучити в коаліцію 20 країн.
У квітні 2024 року стало відомо про створення Офісу підтримки коаліцій, до якого увійшла й коаліція дронів.
10 липня 2024 року країни-члени "коаліції дронів" підписали Меморандум про взаєморозуміння, згідно із яким створюється спецфонд на 45 млн євро.

## Список учасників
| №  | Країна          | Статус              | Дата приєднання до коаліції | Внесок                                                           |
| -- | --------------- | ------------------- | --------------------------- | ---------------------------------------------------------------- |
| -  | Україна         | Бенефіціар коаліції | 17.01.2024                  |                                                                  |
| 1  | Латвія          | Лідер коаліції      | 17.01.2024                  | Виділятиме на розвиток коаліції дронів щонайменше €10 млн на рік |
| 2  | Велика Британія | Лідер коаліції      | 23.01.2024                  | 325 млн фунтів на закупівлю понад 10 тис. дронів для ЗСУ         |
| 3  | Швеція          | Учасник коаліції    | 23.01.2024                  |                                                                  |
| 4  | Естонія         | Учасник коаліції    | 14.02.2024                  |                                                                  |
| 5  | Німеччина       | Учасник коаліції    | 14.02.2024                  | Партія дронів VECTOR 211                                         |
| 6  | Нідерланди      | Учасник коаліції    | 14.02.2024                  | Партія дронів Heidrun RQ-35 на €200 млн                          |
| 7  | Литва           | Учасник коаліції    | 17.02.2024                  | €3 млн на виробництво FPV-дронів для України                     |
| 8  | Данія           | Учасник коаліції    | 17.02.2024                  |                                                                  |
| 9  | Канада          | Учасник коаліції    | 07.03.2024                  | 800 багатоцільових комплексів БПЛА SkyRanger R70                 |
| 10 | Австралія       | Учасник коаліції    | 20.03.2024                  |                                                                  |
| 11 | Франція         | Учасник коаліції    | 14.06.2024                  |                                                                  |
| 12 | Італія          | Учасник коаліції    | 14.06.2024                  |                                                                  |
| 13 | Польща          | Учасник коаліції    | 06.2024                     |                                                                  |
| 14 | Нова Зеландія   | Учасник коаліції    | 07.2024                     |                                                                  |
| 15 | Чехія           | Учасник коаліції    | 24.07.2024                  |                                                                  |
| 16 | Люксембург      | Учасник коаліції    | 03.10.2024                  |                                                                  |
| 17 | Норвегія        | Учасник коаліції    | 15.02.2025                  |                                                                  |
| 18 | Бельгія         | Учасник коаліції    | 02.07.2025                  |                                                                  |
| 19 | Туреччина       | Учасник коаліції    | 02.07.2025                  |                                                                  |